# Hermann I. von Schladen
Hermann Graf von Schladen († 1291/92) war Domherr und seit 1253 Scholastikus in Magdeburg; von 1263 bis 1291 als Hermann I. Bischof im Bistum Schwerin.

## Leben
Bischof Hermann I. stammte aus dem Hause der Grafen von Schladen, einem Adelsgeschlecht aus der Diözese Hildesheim, in der Nähe von Wolfenbüttel beheimatet.
Hermann von Schladen hatte es im Metropolitankapitel zu Magdeburg zunächst zum Domherr und seit 1253 zur Würde eines Scholastikus gebracht, als er für das bischöfliche Amt in Schwerin ausersehen wurde. Am 3. Januar 1263 nannte ihn das Schweriner Domkapitel bereits als neuen Electus Zwerinensis Hermann I.
Seine Bestätigung erfolgte durch den Erzbischof von Bremen, Hildebold von Wunstorf Ende Januar 1263, die Bischofsweihe wohl im Februar 1263.
Seine bischöfliche Amtszeit begann recht unruhig. Schon im ersten Pontifikatsjahr gab es Zwistigkeiten zwischen Hermann I. und dem Bistum einerseits und dem mecklenburgischen Fürstenhause anderseits, in denen auch die Schweriner Siedlungsgrafen auf bischöflicher Seite eine gewisse Rolle spielten. Nach Aufgabe der ersten Bischofsburg am Hopfenwall in Bützow ließ sich Bischof Hermann I. ein neues Castrum, ein Residenzschloss, innerhalb der Stadt erbauen. Die Bischöfliche Burg in Bützow wurde von den mecklenburgischen Landesherren als Bedrohung angesehen, doch dem Bischof zugestanden. Am 6. Dezember 1263 verpflichtete der Bischof sich gegen die Fürsten Johann von Mecklenburg, Nicolaus von Werle und Borwin von Rostock, ihnen von seiner Burg Bützow künftig keinen Schaden zufügen zu lassen.
1284 wurde auch die Wariner Bischofsburg als im Bau befindlich erwähnt.
Es gab immer wieder einmal Zwistigkeiten, bei denen Bischof Hermann beteiligt war, so bei der am Rande des Bistumslandes gelegenen und als Bedrohung erscheinenden Burg Eickhof und der Vormundschaftshändel zur Zeit der Gefangenschaft des mecklenburgischen Fürsten Heinrich des Pilgers. Durch die verschiedenen Fehden war auch das Schweriner Bistum auf lange Jahre hinaus stark verschuldet gewesen. Einer besonderen Fürsorge durften sich bei Bischof Hermann das Schweriner Domkapitel, das Stiftskapitel Bützow, die Zisterzienserklöster Doberan und Neuenkamp sowie das Benediktinerinnenkloster Rühn erfreuen.
So half er bei grundlegenden Fragen zu Stiftungsgütern, bei der Schlichtung eines Patronatsstreites zwischen dem Kollegiatskapitel Bützow und dem Kloster Rühn zur Stiftskirche in Bützow und beim Schutz des Klosters Doberan gegen ungerechte Ansprüche von Gläubigern. Weiter war er um Gerechtigkeit unter Anwendung von Klugheit mit Ausschaltung auftretender Misshelligkeiten bemüht.
Zusammen mit seinem Erzbischof Giselbert von Brunkhorst besuchte er das Zweite Konzil von Lyon, das der Papst Gregor X. am 7. Mai 1274 eröffnete. Am 21. Mai 1274 erteilte er von Lyon aus Ablässe für die Liebfrauenkirche und die Martinskirche zu Halberstadt und das Kloster Wennigsen. Bischof Hermann I. unterzeichnete mit anderen deutschen Bischöfen am 13. Juni 1274 das Papstwahldekret Ubi periculum Gregors X., das in mehreren Bestimmungen noch heute Geltung hat, wie beispielsweise hinsichtlich des Konklaves.
Auch bei der päpstlichen Kurie hatte Bischof Hermann I. hohes Ansehen erlangt, wie bestimmte Aufträge belegen. So half er dem Erzbischof und Domkapitel zu Bremen bei der Wiedererlangung entfremdeter Güter. Gemeinsam mit Burkhard von Serkem, dem Bischof von Lübeck, hatte er 1289 die Wahl und Würdigkeit des gerade 30 Jahre alten und zum Bischof von Cammin gewählten Prinzen Jaromar von Rügen zu prüfen und ihm den Treueid abzunehmen.
Weit mehr als 100 überlieferte Urkunden, an denen er als beteiligt genannt wurde, zeugen davon, dass Bischof Hermann I. von Schladen seinem Stift mit sonderlichem Lob vorgestanden hatte.
Der Tod Bischofs Hermann I. ist nach Ort und Tag nicht überliefert, ebenso seine Grabstätte. Die letzte Urkunde, in der er als Vertragspartner des Fürsten Heinrich von Werle auftrat, datiert vom 2. Juni 1291.

## Siegel
Bischof Hermann I. führte zwei Siegel mit einem Bischofsbild, der Zeit nach hintereinander.
Im runden Siegel ein thronender Bischof, in der Rechten den Bischofsstab mit der Krümme einwärts, in der Linken ein aufgeschlagenes Buch, lesbar die Worte ORATE PRO ME.
Die Umschrift lautet: + HERMANNVS DEI GRA SWIRENSIS: ECCLESIE: EPISChOPVS.
Das zweite Siegel ist dem ersten fast gleich, jedoch findet sich hier zur rechten Hand des Bischofs ein Mond, zur Linken eine Sonne. Die Umschrift entspricht der des ersten Siegels.